# Řád Playa Girón
Řád Playa Girón (španělsky: Orden Playa Girón) je kubánské státní vyznamenání udílené Státní radou Kuby občanům Kuby i cizím státním příslušníkům za jejich vůdčí schopnosti v boji proti imperialismu, kolonialismu a neokolonialismu, nebo za zásluhy o mír a pokrok lidstva.

## Historie a pravidla udílení
Řád byl založen zákonem č. 949 ze dne 18. července 1961 a je pojmenován po Playa Girón, místě kubánského vítězství během invaze v zátoce Sviní. Jako první jím byl vyznamenán dne 26. července 1961 sovětský kosmonaut Jurij Gagarin. V roce 1972 byla změněna barva stuhy. Dne 10. prosince 1979 byl vzhled řádu kompletně upraven dekretem č. 30.
Udílen je Státní radou Kuby občanům Kuby i cizím státním příslušníkům za jejich vůdčí schopnosti v boji proti imperialismu, kolonialismu a neokolonialismu, rasismu, fašismu a jakékoli jiné formě vykořisťování. Udělen může být i za cenný přínos k rozvoji ozbrojených sil a jejich obranyschopnosti, či těm, kteří se zasloužili o mír a pokrok lidstva, jakož i za obranu vlasti. Tento řád také automaticky obdrží všichni ocenění řádem Hrdina Kubánské republiky.

## Insignie

### 1961–1979
Řádový odznak měl tvar zlaté medaile o průměru 50 mm a tloušťce 1,5 mm. Na líci byl vyobrazen milicionář se zbraní. V pozadí bylo dvacet praporů představujících dvacet republik Latinské Ameriky a také heslo PATRIA O MUERTE (vlasti nebo smrt). Na zadní straně byl nápis ORDEN NACIONAL PLAYA GIRÓN (Národní řád Playa Girón). Stuha řádu byla olivově zelená.
V roce 1972 byla barva stuhy změněna na barvy odpovídající státní vlajce, tedy červené, bílé a modré. V roce 1979 byl změněn celkový vzhled řádu.

### Po roce 1979
Řádový odznak má tvar ozubeného kola o průměru 45 mm. Uprostřed je kulatý zlatý medailon s vyobrazením revolucionáře s namířenou puškou s jednou nohou na kubánském ostrově a s druhou nohou na severoamerické pevnině. V pozadí je řada vlajek vztyčených na stožárech. Lem medailonu tvoří bíle smaltovaný kruh široký 4 mm se zlatým nápisem PLAYA GIRÓN ♦ CUBA. Spodní část medaile tvoří dvě vavřínové větve. V horní části půlkruhu je barevně smaltovaná kubánská vlajka. Na zadní straně je vyryt státní znak Kuby, kolem kterého jsou do půlkruhu vyryty nápisy REPÚBLICA DE CUBA (Kubánská republika) a CONSEJO DE ESTADO (Státní rada).
Stuhou je potažen kovový štítek ve tvaru pětiúhelníku. Ke štítku je odznak připevněn jednoduchým očkem. Stuha je z hedvábného moaré a tvoří ji pruhy o šířce 5 mm v barvě červené, modré, bílé, olivově zelené a světle modré. 